# Saudade (canção)
Saudade é uma canção da cantora brasileira Claudia Leitte em parceria com o rapper Hungria Hip-Hop e com a banda Olodum. Foi lançada nas rádios da Bahia em 6 de dezembro de 2018 e lançada para download digital e streaming em 20 de dezembro de 2018. A canção foi composta por Claudia Leitte em parceria com Tatau e Xixinho, e, produzida por Cabrera e Claudia Leitte. Saudade recebeu o título de "Música do Carnaval 2019" pela Rádio do Bahia Notícias, RBN Digital. 

## Composição
Composta por Claudia Leitte em parceria com Tatau e Xixinho, a canção é uma homenagem ao samba-reggae e à cidade de Salvador, trazendo uma sensação de nostalgia ao decorrer da canção. Tatau e Xixinho tinham desenvolvido apenas o refrão da canção antes de apresentar à Claudia, fazendo com que a cantora finalizasse a música com novos versos. Ao terminar a composição da canção, Claudia confessou em uma transmissão ao vivo em seu Instagram que sentiu falta de alguém para dividir os vocais da canção, passando a escrever o rap sozinha, pensando em Hungria Hip-Hop. A princípio, Claudia pensou que Hungria fosse rejeitar o rap escrito por ela, visto que é o rapper quem costuma escrever seus próprios versos. Ao contrário do que ela pensou no início, o Hungria aceitou de primeira gravar a canção já com o rap escrito.

## Videoclipe
O videoclipe foi rodado durante dois dias em Salvador, Bahia. Dirigido por Chico Kertész, o videoclipe apresenta releituras e homenagens aos videoclipes "They Don't Care About Us" de Michael Jackson, "Amor Perfeito" do Babado Novo, "Fricote" de Luiz Caldas e "A Roda" de Sarajane. O primeiro dia de gravação aconteceu no dia 4 de dezembro em um estúdio. Gravado em externa, foi criado no estúdio uma caixa, representando um baú, com fotos da trajetória de Claudia e do axé nas cores preto e branco. Para o segundo dia de gravação, em 11 de dezembro, Claudia, Hungria e Olodum foram ao Pelourinho para recriar o videoclipe "They Don't Care About Us" de Michael Jackson. A gravação chamou a atenção da mídia, ganhando repercussão na imprensa brasileira.
Claudia Leitte escolheu o dia 30 de janeiro, o Dia da Saudade, para poder lançar o videoclipe em seu canal no Youtube. Em comunicado à imprensa, Claudia falou sobre a representação do videoclipe: "No clipe, quis ilustrar em cada releitura o meu sentimento de saudade perante minha infância, minhas inspirações musicais, memórias e vivências. Vocês verão ali uma Claudia por inteiro, sem amarras, com o coração aberto, cheio de amor e gratidão. Do que você sente saudade? Eu sinto de tudo que vivi e de coisas que mesmo não estando presente, marcaram minha vida e minha carreira musical. Sinto saudade."

## Desempenho nos charts musicais
| Parada (2018)                                | Melhor posição |
| -------------------------------------------- | -------------- |
| Billboard Brasil Regional Salvador Hot Songs | 1              |

## Créditos
Créditos adaptados do Tidal.
- Claudia Leitte - vocal, produção, composição
- Hungria Hip-Hop - vocal
- Cabrera - produção
- Tatau - composição
- Xixinho - composição
- Joelma Silva - vocal de apoio
- Alan Moraes - vocal de apoio
- Olodum - percussão
- Leo Brasileiro - violão
- Ricardo Braga - percussão
- Beto Neves - mixer
- Luciano Pinto - piano